# UB-97号潜艇
陛下之UB-97号艇是德意志帝国海军于第一次世界大战期间建造的其中一艘UB-III型近岸潜艇或称U艇。它由汉堡的伏尔铿船厂承建，于1918年6月13日新船下水，至同年7月26日交付使用。其全长55.52米，水面及水下排水量分别为510吨和640吨，艇载武器则包括五具500毫米鱼雷发射管以及一门105毫米口径甲板炮。UB-97号入役即被编入训练区舰队，从未参与任何实战。战后，根据对德停战协定的要求，该艇于1918年11月21日被引渡至英国哈维奇正式向协约国投降，后遭遗弃至法尔茅斯附近海滩，并自1921年起就地拆解报废。

## 设计
UB-97号是汉堡伏尔铿船厂承建的UB-III型第三批次（UB-88至UB-102号）的十号艇，由德意志帝国海军潜艇监察局于1917年2月6日订购，至1918年6月13日下水。其全长55.52米，舷宽5.76米。艇体采用双壳体结构，水面及水下排水量分别为510吨和640吨，浮起时的吃水深度为3.73米。由于无需像UC-II型艇那样提供水雷布设装置，设计工程师对潜艇舷弧进行了优化，增大了司令塔体积，配备两具潜望镜，司令塔与控制室之间增加一道水密舱壁。这些改进显著提高了潜艇的水下机动性和生存力。为了达到更高的航速，UB-97号采用两台猛狮-伏尔铿六缸四冲程550匹公制馬力（405千瓦特）柴油机用于水面运行，以及两台394匹公制馬力（290千瓦特）的西门子-舒克特电动发电机用于水下航行；水面最高航速13節（24每小時），水下7.4節（13.7每小時）；能够在水面以6節（11每小時）航速续航7,120海里（13,190），或以4節（7.4每小時）连续在水下航行55海里（102）而无需充电。
UB-97号的主武器为五具500毫米艇艏鱼雷发射管，其中艇艏四具采用层叠式布局分居两侧、艇艉一具，并可搭载合共10枚G6型鱼雷。辅助武器则是一门105毫米45倍径速射炮。其标准船员编制为3名军官加31名水兵。

## 服役历史
1918年7月26日，UB-97号在首度担任艇长的海军预备役少尉奥斯卡·布林克曼的指挥下正式入役，随即被编入训练区舰队展开海试。完成海试后，海军中尉格奥尔格·施托伦茨于8月15日接任艇长，但同样未能率艇参与任何实战。战后，根据对德停战协定的要求，UB-97号于1918年11月24日被引渡至英国哈维奇正式向协约国投降。落入英国人手中后，它与另外五艘德国U艇一同被拖到法尔茅斯，供英国皇家海军在法尔茅斯湾进行一系列爆炸试验，以找出它们设计中的弱点。试验结束后，UB-97号于1921年3月7日被英国海军部遗弃在法尔茅斯附近海滩（50°8′51″N 5°3′13″W / 50.14750°N 5.05361°W），并于同年4月19日作价50英镑售予拆船商R·罗斯凯利与罗杰斯（R. Roskelly & Rodgers）。在接下来的数十年间，UB-97号有部分艇体被打捞上岸，但仍有部分留在原地。

## 脚注
1. ↑  Rössler，第61頁.
2. 1 2  Helgason, Guðmundur. . German and Austrian U-boats of World War I - Kaiserliche Marine - Uboat.net.   [2022-05-29].
3. 1 2 3 4  Gröner 1991，第25-30頁.
4. 1 2  Helgason, Guðmundur. . German and Austrian U-boats of World War I - Kaiserliche Marine - Uboat.net.   [2015-03-09].
5. ↑  Helgason, Guðmundur. . German and Austrian U-boats of World War I - Kaiserliche Marine - Uboat.net.   [2015-03-09].
6. ↑  陈进，第239頁.
7. ↑  NARS，第55頁.
8. 1 2  Dodson & Cant，第50–52, 99, 129頁.